# タカサゴソウ
タカサゴソウ（高砂草、学名： Ixeris chinensis subsp. strigosa ）は、キク科ニガナ属の多年草。

## 分布と生育環境
日本では本州、四国、九州に、アジアでは朝鮮に分布し、乾いた草原、シバ草原などに稀に自生する。

## 特徴
高さは20cm〜50cmくらい。根出葉は羽状に浅裂し花期まで残る。花期は4月〜7月で、直径20mmほどの帯紫白色の頭花を1株に10個ほどつける。頭花は舌状花だけからなり、23-27個の小花がつく。

## Status
絶滅危惧II類 (VU)（環境省レッドリスト）